# Ruine am Burgberg

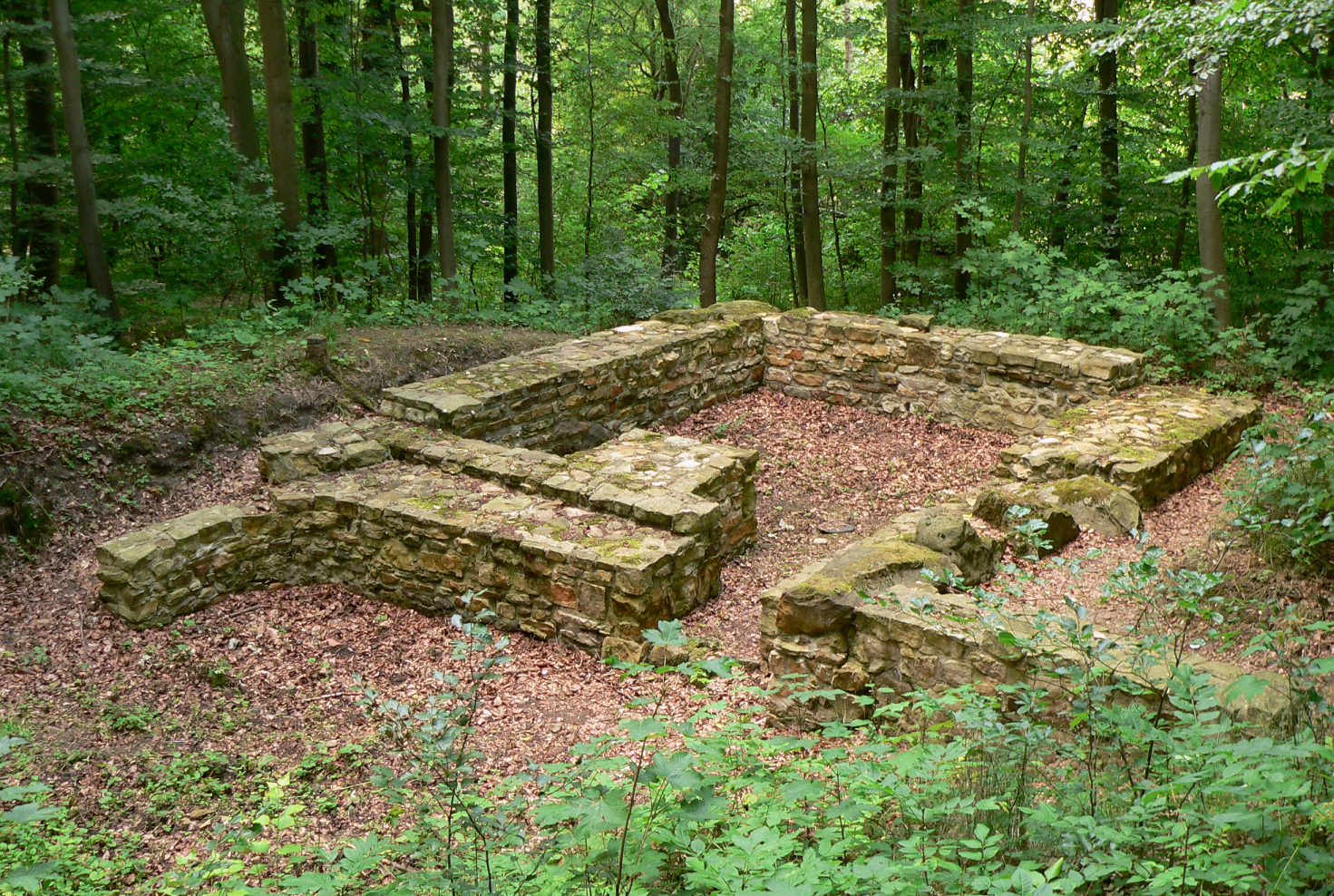
Mauerreste der Ruine am Burgberg, 2019

Bei der Ruine am Burgberg handelt es sich um die Mauerreste eines größeren Gebäudes auf dem Burgberg im Brunnental in Bad Helmstedt in Niedersachsen. Trotz archäologischer Untersuchungen konnte die frühere Funktion des Gebäudes nicht eindeutig geklärt werden. Es könnte sich um ein spätmittelalterliches Wohn- und Speicherhaus gehandelt haben, das Teil einer heute nicht mehr vorhandenen Hofanlage des 14. und 15. Jahrhunderts war.

## Geschichte
Das Brunnental gehörte seit dem 13. Jahrhundert zu den Besitzungen des Helmstedter Klosters Marienberg. Ein Güterverzeichnis des Klosters nennt 1530 die Baureste am Burgberg als Burgstätte. Anfang des 19. Jahrhunderts war noch zahlreiches Mauerwerk vorhanden. Auch die frühere Umwallung war deutlich erkennbar.

## Forschungsgeschichte

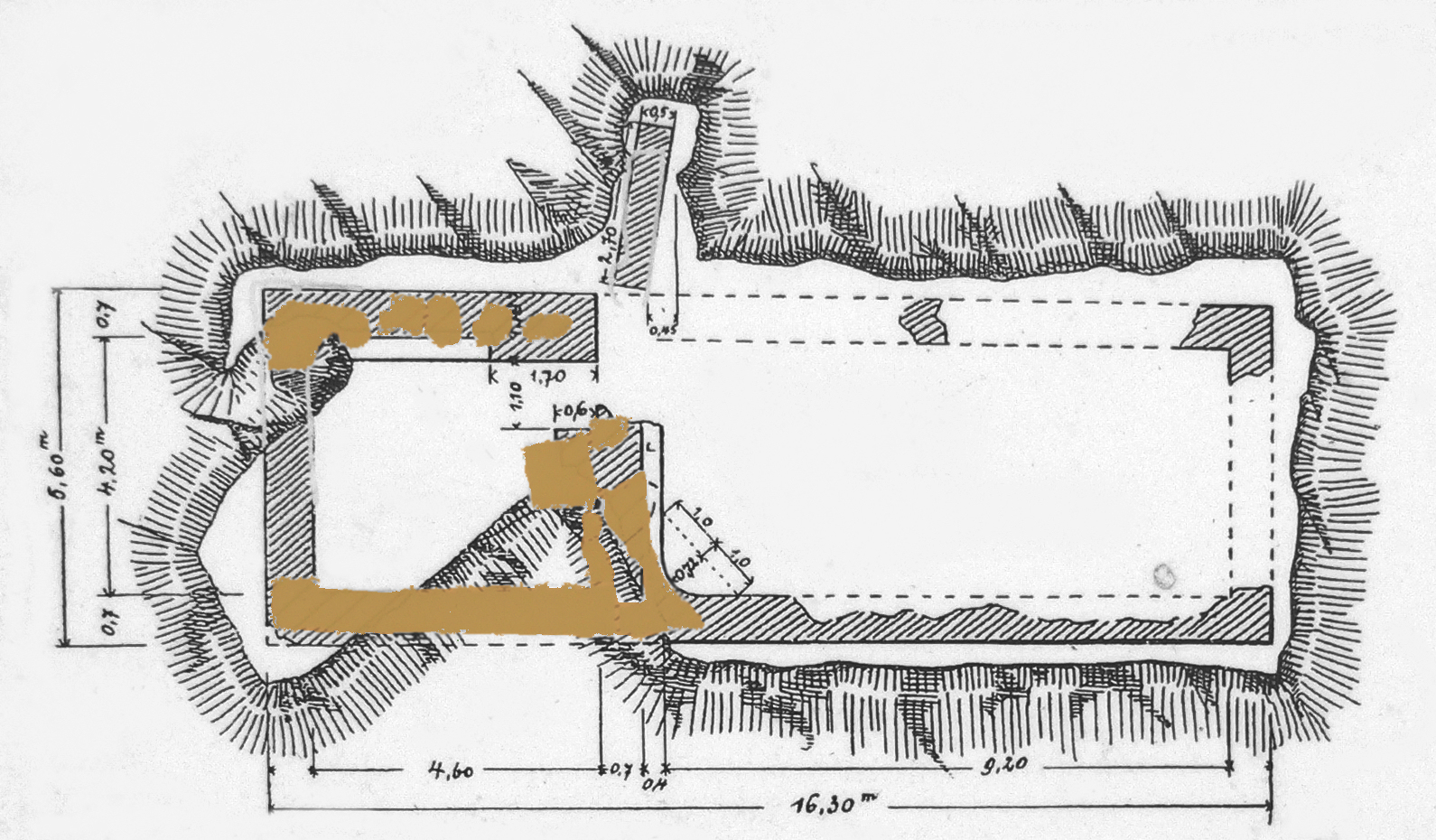
Aufnahme der Gebäudereste mit Umwallung von 1898, nachträglich koloriert sind bei der Ausgrabung von 2011 gefundene Mauerreste

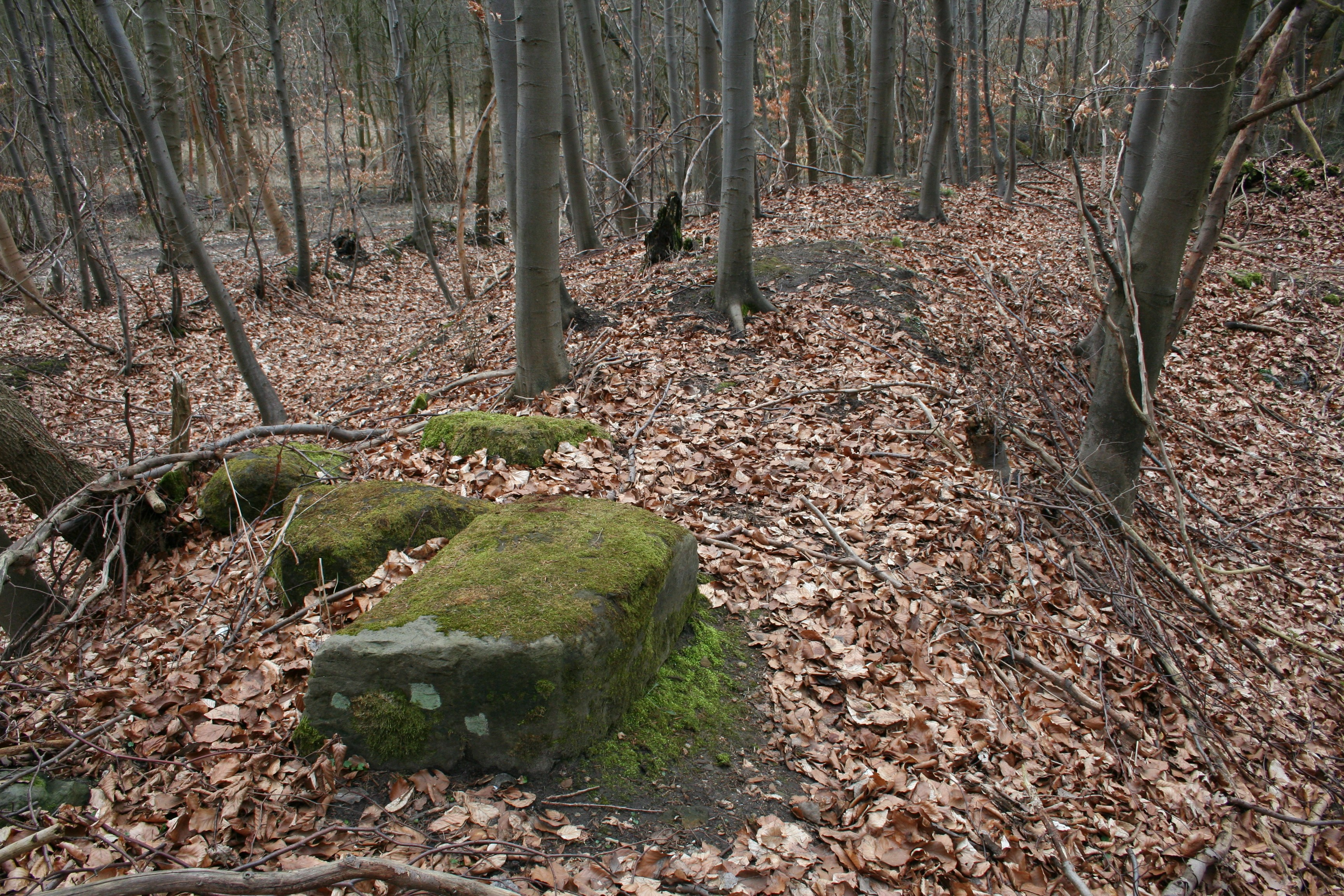
Die Mauerreste vor der Freilegung, 2009

Eine erste Ausgrabung mit der Freilegung der Mauerreste eines 6,6 × 16,3 Meter großen Gebäudes erfolgte 1891, bei der Keramikreste und Eisenteile geborgen wurden. Verkohlte Balken und verbranntes Stroh sowie Brandlehm deuteten darauf hin, dass das Gebäude abgebrannt waren. Die Mauern hatten eine Stärke von 50 cm und waren in schlechter Mauertechnik erstellt. Dies ließ Zweifel daran aufkommen, dass es sich um eine frühere Burg handelte.
1963 führte der Archäologe Hans-Adolf Schultz vom Braunschweigischen Landesmuseum eine weitere Ausgrabung durch. Er vermutete in den Bauresten die Relikte der um 1200 zerstörten Burg der Edelherren von Warberg. Im Laufe seiner Untersuchungen stellte sich heraus, dass es sich wegen der schwachen Mauern nicht um eine Burganlage gehandelt haben kann. Er interpretierte die Baureste als kleine Kapelle.
2011 kam es zu einer weiteren Ausgrabung mit der Freilegung der Mauerfundamente. Sie ergab, dass es sich um ein zweiteiliges Wohngebäude mit Unterkellerung handelte. Als Baumaterial dienten Findlinge und Bruchsteine. Die steinernen Baureste wurden bis 2014 durch ehrenamtliche Grabungshelfer restauriert, so dass die alten Mauerkronen sichtbar bleiben und einen Eindruck von den Ausmaßen des früheren Gebäudes vermitteln. Zum Teil wurden Mauerreste zu ihrem Schutz wieder mit Erde bedeckt.

## Deutung
Größe und Umwallung des Gebäudes sprechen für einen repräsentativen Bau. Die bei der neueren archäologischen Untersuchung von 2011 gewonnenen Erkenntnisse sprechen dafür, dass es sich bei dem Bauwerk um einen Teil einer größeren Hofanlage gehandelt haben könnte. Sie könnte zum Kloster Marienberg gehört haben.